# Tollygunge Agragami Football Club
Maillots
Le Tollygunge Agragami Football Club (en bengali : টালিগঞ্জের অগ্রগামী ফুটবল ক্লাব, et en hindi : टॉलीगंज अग्रगामी फुटबॉल क्लब), plus couramment abrégé en Tollygunge Agragami, est un club indien de football fondé en 1943 et basé à Tollygunge, quartier sud de la ville de Calcutta dans l'état du Bengale-Occidental.
Il joue actuellement en Calcutta Premier Division, l'équivalent de la troisième division.

## Histoire
Le club a joué sept saisons en première division indienne entre 1998-1999 et 2004-2005.

## Bilan sportif

### Palmarès
| Compétitions nationales                                                                         |
| ----------------------------------------------------------------------------------------------- |
| - Championnat d'Inde D2 (1) : - Champion : 1997-98. - Trophée IFA : - Finaliste : 1971 et 1999. |

### Saisons
| Saison    | Division                | Classement     | Coupe d'Inde | Durand Cup |
| --------- | ----------------------- | -------------- | ------------ | ---------- |
| 1997-1998 | I-League 2nd division   | Champion       | Aucune       | Aucune     |
| 1998-1999 | I-League                | 4e du groupe A | Aucune       | Aucune     |
| 1999-2000 | I-League                | 8e             | Aucune       | Aucune     |
| 2000-2001 | I-League                | 8e             | Aucune       | Aucune     |
| 2001-2002 | I-League                | 9e             | Aucune       | Aucune     |
| 2002-2003 | I-League                | 9e             | Aucune       | Aucune     |
| 2003-2004 | I-League                | 10e            | Aucune       | Aucune     |
| 2004-2005 | I-League                | 12e            | Aucune       | Aucune     |
| 2005-2006 | I-League 2nd Division   | 5e du groupe B | Aucune       | Aucune     |
| 2015-2016 | Calcutta Premier League | 7e             | Aucune       | Aucune     |
| 2016-2017 | Calcutta Premier League | 7e             | Aucune       | Aucune     |
| 2017-2018 | Calcutta Premier League | 5e             | Aucune       | Aucune     |

## Personnalités du club

### Présidents du club
- Subhankar Ghosh Dostider

### Entraîneurs du club
- Bimal Ghosh